# The Mullans
The Mullans foi uma banda irlandesa constituída pelas irmãs Bronagn Mullan e Karen Mullan. Elas representaram a Irlanda no Festival Eurovisão da Canção 1999 com a canção  "When You Need Me. A canção terminou em 17.º lugar e receberam um total de 18 pontos.